# Diocesi di Bourg
La diocesi di Bourg (in latino: Dioecesis Burgiensis) è una sede soppressa della Chiesa cattolica in Francia.

## Territorio
La diocesi di Bourg si trovava nel ducato di Savoia.
Sede vescovile era la città di Bourg-en-Bresse nell'attuale dipartimento dell'Ain, dove fungeva da cattedrale la chiesa di Notre-Dame, oggi concattedrale della diocesi di Belley-Ars.
La diocesi comprendeva sette arcipreture: Chalamont, Sandrans, Dombes, Ambournay, Treffort, Coligny e Bâgé.

## Storia
All'inizio del XVI secolo la Bresse e i territori ad oriente della Saona appartenevano al ducato di Savoia, ma dal punto di vista ecclesiastico erano parte dell'arcidiocesi di Lione nel regno di Francia. Il duca Carlo II di Savoia, con il concorso di Margherita d'Asburgo, operò affinché questi territori fossero sottratti alla giurisdizione dell'arcivescovo lionese ed eretti in diocesi indipendente. Con la bolla Pro excellenti praeeminentia del 1º giugno 1515, papa Leone X eresse la diocesi di Bourg sottraendo all'arcidiocesi di Lione i territori dipendenti dal ducato savoiardo. Fu nominato primo vescovo il futuro cardinale Louis de Gorrevod de Challand, vescovo di San Giovanni di Moriana, sede che mantenne. I motivi politici furono le cause principali che portarono all'erezione della nuova diocesi, così come si evince dalla stessa bolla, ossia per liberare quei territori dalla giurisdizione di un vescovo "straniero" («Cum oppido Burgi ac totius Comitatus in parte dioecesis Lugdunensis, quae imperii nuncuparetur, constat, ac civitas Lugdunensis sit alterius domini...»).
L'erezione della nuova diocesi incontrò tuttavia una forte opposizione, soprattutto da parte dell'arcivescovo di Lione, François de Rohan, ed ovviamente del re francese Francesco I, che ottennero la soppressione della diocesi appena un anno dopo la sua creazione, con la bolla Romanus Pontifex dello stesso Leone X datata 1º ottobre 1516.
A questo punto ad opporsi alla soppressione ci pensarono il capitolo e i canonici di Bourg, i quali temevano che con la soppressione venissero aboliti anche i loro privilegi appena acquisiti. Fecero perciò ricorso alla Santa Sede, la quale si espresse il 14 giugno 1521 con bolla di Leone X a favore dei ricorrenti, che così videro salvaguardate tutte le loro prerogative.
Il duca Carlo di Savoia, sostenuto anche dall'imperatore Carlo V d'Asburgo, non desistette tuttavia dai suoi propositi ed ottenne che la diocesi di Bourg, con il medesimo territorio del 1515, fosse nuovamente eretta, con la bolla pontificia Aequum et iuri del 13 novembre 1521. Nel 1530 fu nominato vescovo Jean-Philibert de Loriol de Châles, successore di Louis de Gorrevod sulla sede di San Giovanni di Moriana.
La diocesi ebbe però vita breve. Il re Francesco I, che si apprestava ad annettere al regno la Bresse e il suo territorio (1535), ottenne da Roma la soppressione definitiva della diocesi, ottenuta con la bolla Romanus Pontifex di papa Paolo III il 4 gennaio 1534.

## Cronotassi dei vescovi
- Louis de Gorrevod de Challand † (1º giugno 1515 - 1530)
- Jean-Philibert de Loriol de Châles (de Challant) † (9 marzo 1530 - 1534)[8]